# トラフ (地形)
トラフ（trough）とは、細長い海底盆地で、深さが6000mより浅いもの。舟状海盆（しゅうじょうかいぼん）とも。細長くないものは単に海盆と呼び、深さ6000mを超えるものは海溝（trench）という。

## 成因
海溝と呼ばれる地形の多くはプレートの沈み込み境界であるのに対し、トラフにはさまざまな成因がある。

## 主なトラフ

### 世界のトラフ
ハワイトラフ
ハワイ諸島の重量に対し、アイソスタシーを保つため周辺の海底が沈降してできた地形である。プレートテクトニクスによる活動は観測されていない。
ケイマントラフ

### 日本のトラフ
南海トラフ、駿河トラフ、相模トラフ
いずれも日本の太平洋側にあるトラフ。フィリピン海プレートがユーラシアプレートと北米プレートの下に沈みこむプレート境界であり、成因は海溝と本質的には同じである。
最上トラフ
山形県と新潟県の沖合およそ50km付近の日本海にあり、佐渡島から北東方向に延びている。
隠岐トラフ
石川県と福井県の沖合およそ100km付近の日本海にあり、東西に延びている。北縁には隠岐海嶺がある。
富山トラフ
佐渡島のすぐ西付近の日本海にあり、南北に延びている。トラフ南端には、総延長約750kmにもおよぶ富山深海長谷と呼ばれる地形がみられる。
対馬トラフ
対馬と朝鮮半島の間の東シナ海にある。
沖縄トラフ
九州の西側から台湾東側までの東シナ海にある。琉球列島の背弧海盆で、現在も拡大中の海洋地殻である。中国はこの沖縄トラフが日中中間線であると主張している。